# 二十三府制
二十三府制是朝鮮王朝末年的1895年7月18日（高宗32年閏五月二十六日）到1896年8月4日。實行僅一年左右的行政區劃制度。這個新的制度把全國分成23個府，並設立觀察使，用來取代過去一直沿用的朝鮮八道。每個府再分成若干郡，共轄336個郡，後又增設3個郡。郡以下的行政區劃全數取消，以精簡政府架構。1896年被十三道制取代。

## 二十三府一覽
- 漢城府（11郡）
  - 漢城郡、楊州郡、广州郡、積城郡、抱川郡、永平郡、加平郡、漣川郡、高陽郡、坡州郡、交河郡
- 仁川府（12郡）
  - 仁川郡、金浦郡、富平郡、陽川郡、始興郡、安山郡、果川郡、水原郡、南陽郡、江華郡、喬桐郡、通津郡
- 忠州府（20郡）
  - 忠州郡、陰城郡、延豐郡、槐山郡、堤川郡、清風郡、永春郡、丹陽郡、鎮川郡、清安郡、驪州郡、龍仁郡、竹山郡、陰竹郡、利川郡、陽智郡、原州郡、旌善郡、平昌郡、寧越郡
- 洪州府（22郡）
  - 洪州郡、結城郡、德山郡、韓山郡、舒川郡、庇仁郡、藍浦郡、保寧郡、林川郡、鴻山郡、瑞山郡、海美郡、唐津郡、沔川郡、泰安郡、大興郡、青陽郡、礼山郡、新昌郡、温陽郡、牙山郡、定山郡
- 公州府（27郡）
  - 公州郡、燕岐郡、恩津郡、連山郡、石城郡、扶余郡、魯城郡、沃川郡、文義郡、懷德郡、鎮岑郡、平泽郡、報恩郡、懷仁郡、永同郡、青山郡、黄磵郡、清州郡、全義郡、木川郡、天安郡、稷山郡、安城郡、振威郡、陽城郡、珍山郡、錦山郡
- 全州府（21郡）
  - 全州郡、礪山郡、高山郡、臨陂郡、咸悦郡、沃溝郡、龍安郡、益山郡、扶安郡、万頃郡、金堤郡、金溝郡、古阜郡、興德郡、井邑郡、泰仁郡、長城郡、高敞郡、茂長郡、灵光郡、智島郡（1896年2月3日設置）
- 南原府（16郡）
  - 南原郡、求礼郡、雲峰郡、谷城郡、順天郡、光陽郡、任实郡、長水郡、鎮安郡、潭陽郡、淳昌郡、玉果郡、昌平郡、龍潭郡、茂朱郡、突山郡（1896年2月3日設置）
- 羅州府（17郡）
  - 羅州郡、海南郡、珍島郡、康津郡、長興郡、興陽郡、宝城郡、灵岩郡、務安郡、咸平郡、綾州郡、和順郡、同福郡、光州郡、南平郡、乐安郡、莞島郡（1896年2月3日設置）
- 济州府（3郡）
  - 濟州郡、大静郡、旌義郡
- 晋州府（21郡）
  - 晋州郡、固城郡、鎮海郡、泗川郡、昆陽郡、南海郡、丹城郡、山清郡、河東郡、居昌郡、安義郡、咸陽郡、陜川郡、草溪郡、三嘉郡、宜寧郡、漆原郡、咸安郡、昌原郡、熊川郡、金海郡
- 東莱府（10郡）
  - 東莱郡、梁山郡、機張郡、蔚山郡、彦陽郡、慶州郡、迎日郡、長鬐郡、興海郡、巨济郡
- 大邱府（23郡）
  - 大邱郡、慶山郡、漆谷郡、仁同郡、星州郡、知礼郡、高灵郡、善山郡、開寧郡、金山郡、義城郡、義興郡、軍威郡、比安郡、密陽郡、清道郡、永川郡、慈仁郡、新寧郡、河陽郡、昌寧郡、靈山郡、玄風郡
- 安東府（16郡）
  - 安東郡、青松郡、真宝郡、英陽郡、盈德郡、寧海郡、清河郡、荣川郡、礼安郡、奉化郡、順興郡、豐基郡、咸昌郡、龍宮郡、醴泉郡、尚州郡
- 江陵府（9郡）
  - 江陵郡、蔚珍郡、平海郡、三陟郡、高城郡、杆城郡、通川郡、歙谷郡、襄陽郡
- 春川府（13郡）
  - 春川郡、楊口郡、洪川郡、麟蹄郡、横城郡、铁原郡、平康郡、金化郡、狼川郡、淮陽郡、金城郡、楊根郡、砥平郡
- 開城府（13郡）
  - 開城郡、丰德郡、麻田郡、長湍郡、朔寧郡、安峡郡、伊川郡、兔山郡、平山郡、金川郡、遂安郡、谷山郡、新溪郡
- 海州府（16郡）
  - 海州郡、延安郡、白川郡、甕津郡、康翎郡、長淵郡、松禾郡、丰川郡、安岳郡、長連郡、殷栗郡、載寧郡、信川郡、文化郡、瑞興郡、鳳山郡
- 平壤府（27郡）
  - 平壤郡、安州郡、肃川郡、順安郡、龍岡郡、永柔郡、甑山郡、咸从郡、三和郡、慈山郡、江西郡、德川郡、寧遠郡、熙川郡、孟山郡、寧邊郡、雲山郡、順川郡、价川郡、殷山郡、成川郡、陽德郡、三登郡、江東郡、祥原郡、中和郡、黄州郡
- 義州府（13郡）
  - 義州郡、昌城郡、碧潼郡、朔州郡、龍川郡、鐵山郡、宣川郡、郭山郡、定州郡、嘉山郡、博川郡、泰川郡、龟城郡
- 江界府（6郡）
  - 江界郡、厚昌郡、慈城郡、楚山郡、渭原郡、長津郡
- 咸興府（11郡）
  - 咸興郡、定平郡、永興郡、高原郡、文川郡、德源郡、安边郡、端川郡、利原郡、北青郡、洪原郡
- 甲山府（2郡）
  - 甲山郡、三水郡
- 鏡城府（10郡）
  - 鏡城郡、富寧郡、吉州郡、明川郡、慶源郡、慶興郡、稳城郡、钟城郡、会寧郡、茂山郡

## 參看
- 朝鮮八道
- 十三道制
- 朝鲜半岛古代行政区划